# 阿尔韦托·索里利亚
维多利亚诺·阿尔韦托·索里利亚（西班牙語：Victoriano Alberto Zorrilla，1906年4月6日—1986年4月23日），阿根廷男子游泳运动员，曾参加1924年夏季奥运会和1928年夏季奥运会游泳比赛，并获得1928年男子400米自由泳金牌，成为第一位获得奥运会金牌的南美洲人。